# Умшлагплац

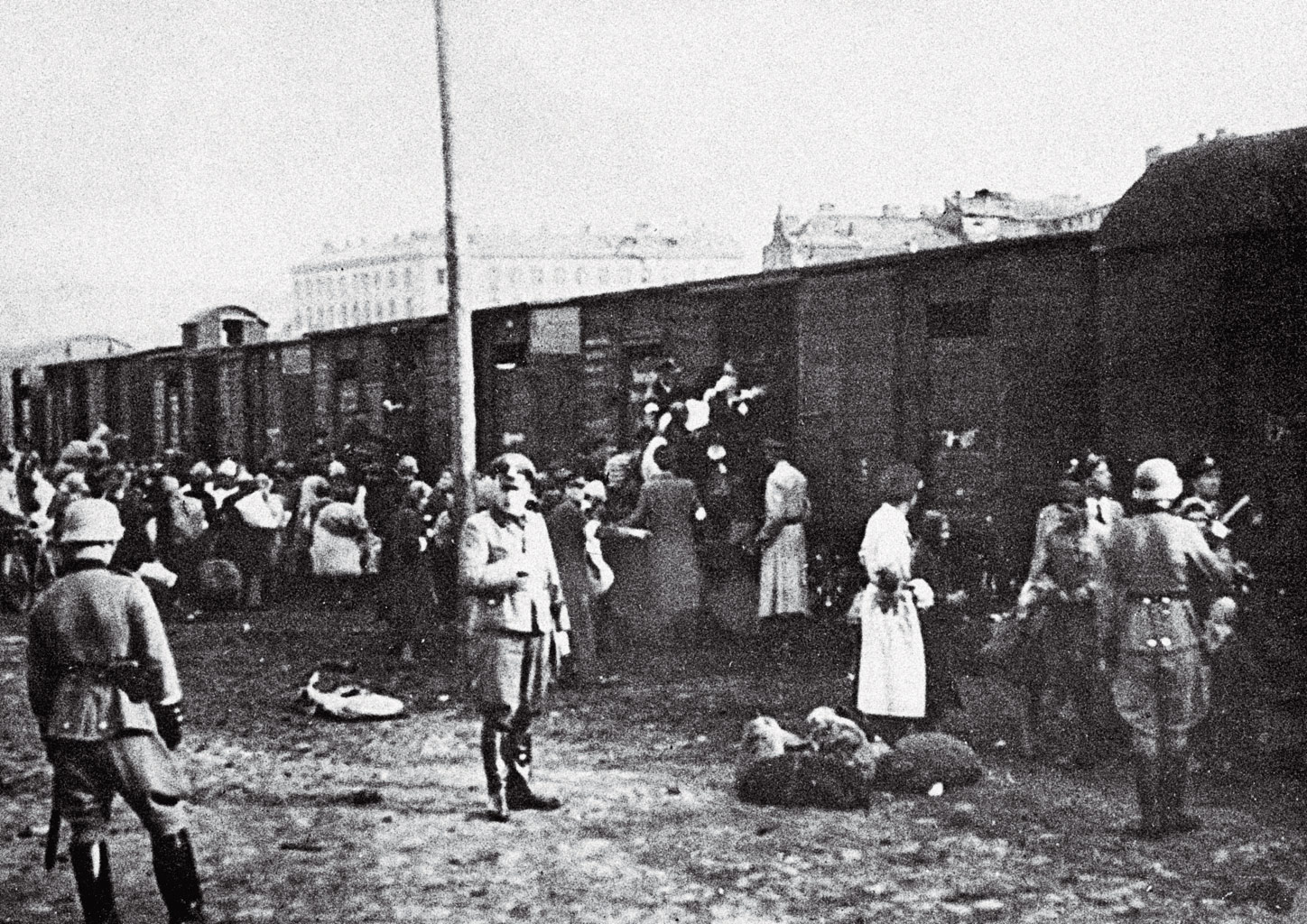
Посадка евреев в поезда на Умшлагплац

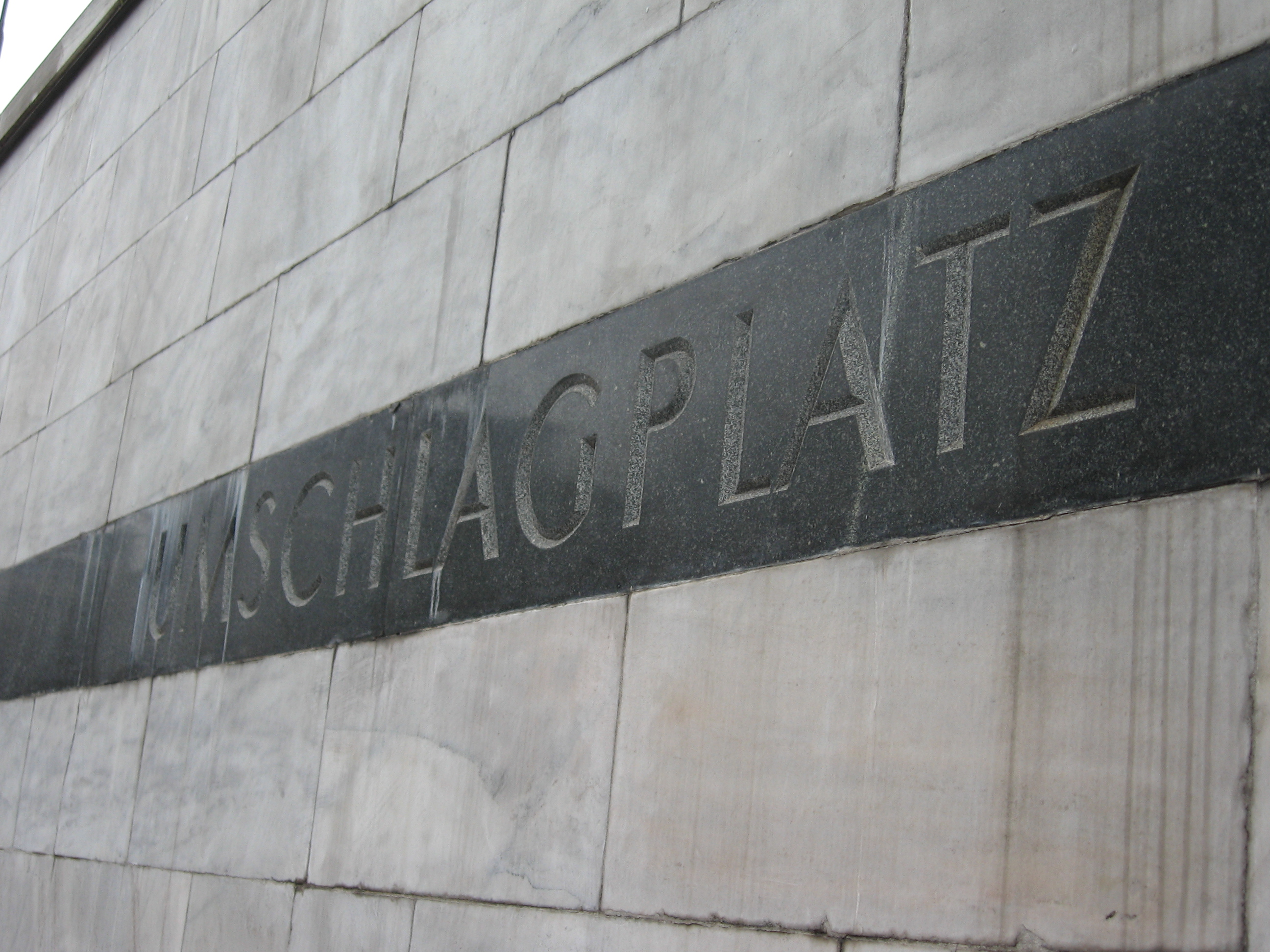
Мемориал на месте Умшлагплац

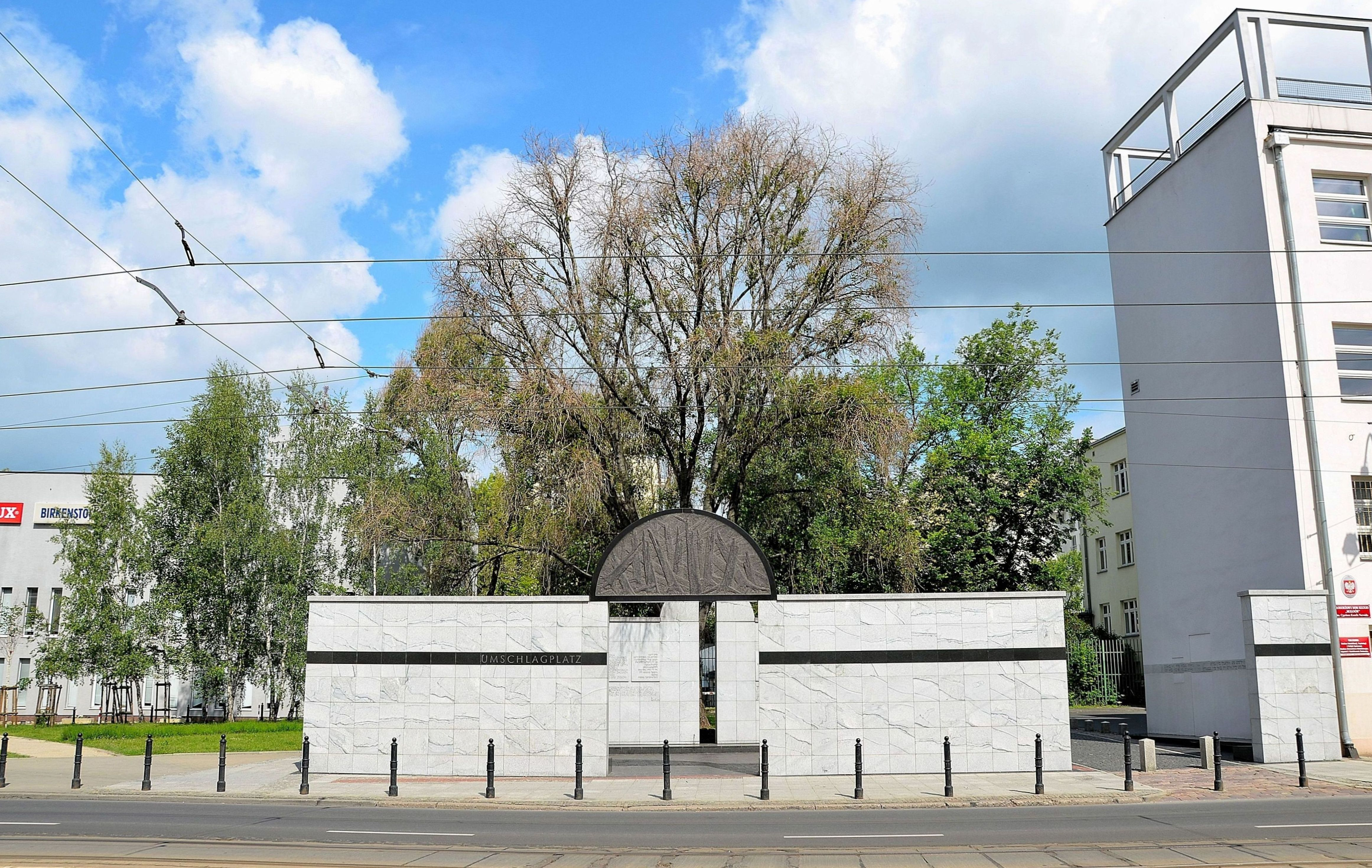
Мемориал на месте Умшлагплац

Умшлагплац — особый перевалочный пункт в гетто, где происходила сортировка узников и отправка в лагеря смерти.

## Описание
Часто это была городская площадь или другое открытое место, где и решалось, кого отправить на смерть, а кто ещё годен для работы. В крупных гетто умшлагплац нередко располагался рядом с железной дорогой. В Варшаве для облегчения депортации даже провели специальную железнодорожную ветку, соединяющую «перевалку» с основной железной дорогой. Умшлагплац в Варшавском гетто включал в себя часть железнодорожной станции, отделенную забором, а позднее стеной от остальных сооружений за пределами гетто.

## Умшлагплац в Варшавском гетто
Массовые депортации из Варшавы в Треблинку начались 23 июля 1942 года. День за днём, неделя за неделей в гетто собирали тысячи евреев. Ежедневная «квота» — шесть-семь тысяч человек. Аресты проводили эсэсовцы, а также латышские, литовские и украинские наёмники. В задержаниях вынуждены были участвовать и еврейские «полицейские». Многих заманивали на умшлагплац обещанием выдать буханку хлеба.
5 или 8 августа 1942 года в Треблинку были депортированы двести детей-сирот, воспитанников детского дома. Вместе с ними был известный врач и педагог Януш Корчак, отказавшийся перебраться в «арийскую» часть Варшавы для спасения своей жизни. Последний раз Корчака видели, когда он, держа одного ребёнка на руках, а другого за руку, вёл через гетто колонну сирот к поездам смерти. На умшлагплац людям иногда приходилось просиживать целые дни, пока не придут свободные товарные вагоны. Есть много свидетельств о том, в каких страшных условиях находились люди в этих «залах ожидания смерти». К середине сентября 1942 года более 260 тысяч мужчин, женщин и детей были отправлены с варшавской «перевалки» в Треблинку и другие лагеря. Последние депортации прошли в январе и апреле — мае 1943 года. в связи с восстаниями в Варшавском гетто. После подавления второго восстания в Варшаве не осталось ни одного еврея.